# Noyen-sur-Seine
Noyen-sur-Seine è un comune francese di 390 abitanti situato nel dipartimento di Senna e Marna nella regione dell'Île-de-France.

## Società

### Evoluzione demografica
Abitanti censiti